# Albert Pintat
Albert Pintat i Santolària (Sant Julià de Lòria, 23 giugno 1943) è un politico andorrano.

## Biografia
È stato capo del governo di Andorra. Si è insediato al governo in seguito alla vittoria nelle elezioni dell'aprile 2005 il 30 maggio dello stesso anno quale successore di Marc Forné Molné. È un membro del Partito Liberale d'Andorra. Ministro degli Esteri dell'Andorra dal 1997 al 2001, dopo essere stato ambasciatore in vari stati. Pintat si è laureato in scienze economiche all'Università di Friburgo in Svizzera nel 1967.

## Onorificenze

### Onorificenze straniere
| Controllo di autorità | VIAF (EN) 303906007 · ISNI (EN) 0000 0004 0983 8045 |